# Mlaka (Radovljica, Slovenija)
Mlaka je naselje u slovenskoj Općini Radovljici. Mlaka se nalazi u pokrajini Gorenjskoj i statističkoj regiji Gorenjskoj. 

## Stanovništvo
Prema popisu stanovništva iz 2002. godine naselje je imalo 22 stanovnika.